# Kepler (cratère)
Pour les articles homonymes, voir Kepler.
Kepler est un cratère d'impact lunaire situé entre l'océan des Tempêtes à l'ouest et la mer des Îles à l'est. Au sud-est se trouve le cratère Encke (en).
Kepler est remarquable par sa structure rayonnée qui recouvre la mare environnante. Les rayons s'étendent sur plus de 300 km, en chevauchant des rayons d'autres cratères. Kepler a un petit monticule d'éjectas entourant l'extérieur de son grand rempart. Le mur extérieur n'est pas tout à fait circulaire, mais a plutôt une forme polygonale. Les murs intérieurs de Kepler sont effondrés.
Un des rayons du cratère Tycho, qui parcourt l'océan des Tempêtes, recouvre Kepler. C'est pourquoi, quand Giovanni Riccioli a créé son système de nomenclature lunaire, il a pensé à Johannes Kepler, qui a utilisé les observations de Tycho Brahe pour élaborer ses trois lois du mouvement planétaire. Sur les cartes de Riccioli, ce cratère a été nommé Keplerus, et les terrains environnants à fort albédo de terrain ont été nommés Insulara Ventorum.

## Cratères satellites

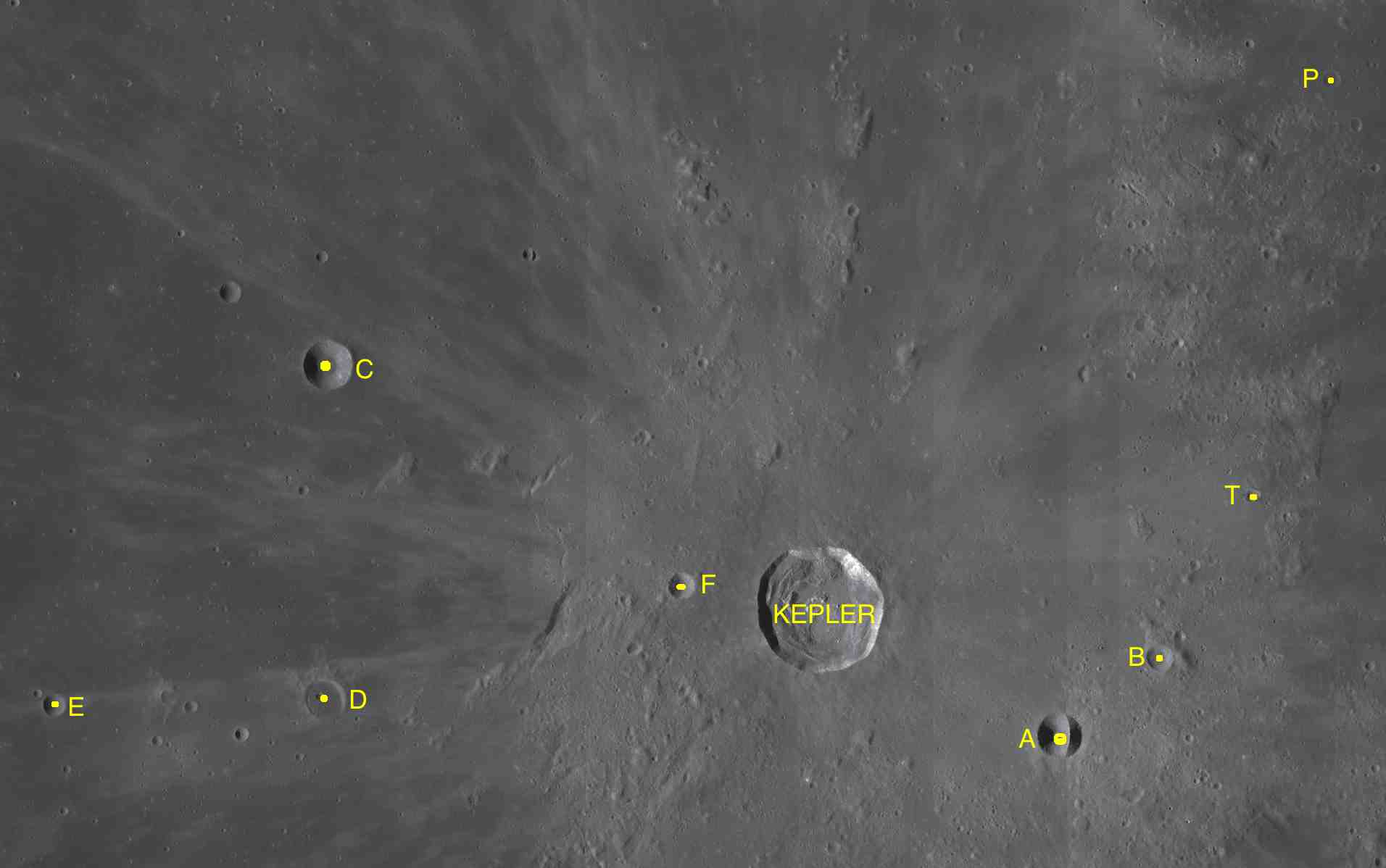
Carte des cratères satellites de Kepler.

Les cratères dits satellites sont de petits cratères situés à proximité du cratère principal, ils sont nommés du même nom mais accompagné d'une lettre majuscule complémentaire (même si la formation de ces cratères est indépendante de la formation du cratère principal). Par convention ces caractéristiques sont indiquées sur les cartes lunaires en plaçant la lettre sur le point le plus proche du cratère principal. Liste des cratères satellites de Kepler
 : 
| Kepler | Latitude | Longitude | Diamètre |
| ------ | -------- | --------- | -------- |
| A      | 7,2° N   | 36,1° O   | 11 km    |
| B      | 7,8° N   | 35,3° 0   | 7 km     |
| C      | 10,0° N  | 41,8° O   | 11 km    |
| D      | 7,4° N   | 41,9° O   | 10 km    |
| E      | 7,4° N   | 43,9° O   | 6 km     |
| F      | 8,3° N   | 39,0° 0   | 7 km     |
| P      | 12,2° N  | 34,0° O   | 4 km     |
| T      | 9,0° N   | 34,6° O   | 3 km     |